# Планината на гнева
„Планината на гнева“ (на македонска литературна норма: „Планината на гневот“) е игрален филм от Република Македония от 1968 година на режисьора Любиша Георгиевски по сценарий на Анте Поповски.
Главните роли се изпълняват от Бранислав Йеринич, Дарко Дамевски, Драгомир Фелба, Нада Гешовска, Оливера Вучо, Петре Пърличко, Ристо Шишков. Поддържащите роли се изпълняват от Ацо Йовановски, Ацо Стефановски, Димче Стефановски, Димитър Гешовски, Драги Костовски, Йосиф Йосифовски, Крум Стоянов, Мара Исая, Мите Грозданов, Камшик Васовски, Бабец Стойковски, Предраг Дишленкович, Ристо Стефановски, Владимир Гравчевски.

## Сюжет
Сюжетът на филма се развива след Втората световна война, когато започва колективизацията в Социалистическа Република Македония. Филмът проследява съдбата на председателя на селския съюз Стамов, който силно вярва, че колективизацията е единственият изход за бедния селянин. Стамов се сблъсква с нежеланието на селяните и бюрокрацията да се проведе колективизацията. Стамов се чувства предаден от съселяните си, но отстоява позициите си.

## Награди
- 1968 Филмов фестивал, Ниш, Специални награди за актьорите Дарко Дамевски, Ристо Шишков и Мара Исая[1]